# شبكرمة دائمة الخضرة
شبكرمة دائمة الخضرة (الاسم العلمي:Ampelopsis sempervirens) هي نوع غير مؤكد من النباتات يتبع جنس الشبكرمة من فصيلة الكرمية.